# Szopowe
Szopowe [pronunciación en polaco: /ʂɔˈpɔvɛ/] es un pueblo ubicado en el distrito administrativo de Gmina Józefów, dentro del Condado de Biłgoraj, Voivodato de Lublin, en Polonia oriental. Se encuentra aproximadamente a 7 kilómetros al noreste de Józefów, a 25 kilómetros al este de Biłgoraj, y a 88 kilómetros al sureste de la capital regional Lublin.
El pueblo tiene una población de 135 habitantes.